# Ekolsunds slott
Ekolsunds slott är ett tidigare kungligt slott i Enköpings kommun, Uppsala län. Den välbevarade barockanläggningen med 1700-talskaraktär ligger intill Enköpingsvägen cirka tio kilometer öster om Enköping nära Ekolsundsviken. Slottsbygget fullbordades i etapper mellan 1600-talets mitt och 1700-talets mitt. Flera kända arkitekter satte sin prägel på slottet, bland dem Simon de la Vallée, Nicodemus Tessin d.ä., Carl Hårleman, Carl Fredrik Adelcrantz (interiör) och Jean Eric Rehn (interiör).
Ekolsund har anor från 1300-talet och ägts av bland annat släkterna Vasa, Oxenstierna samt Tott och var under 38 år Gustav III:s sommarresidens. Byggnaden är i privat ägo och blev i januari 1969 ett lagligt skyddat byggnadsminne. I nära anslutning till slottsbyggnaden ligger Ekolsunds värdshus från 1770-talet som 1985 också förklarades som byggnadsminne.

## Historik

### Medeltid

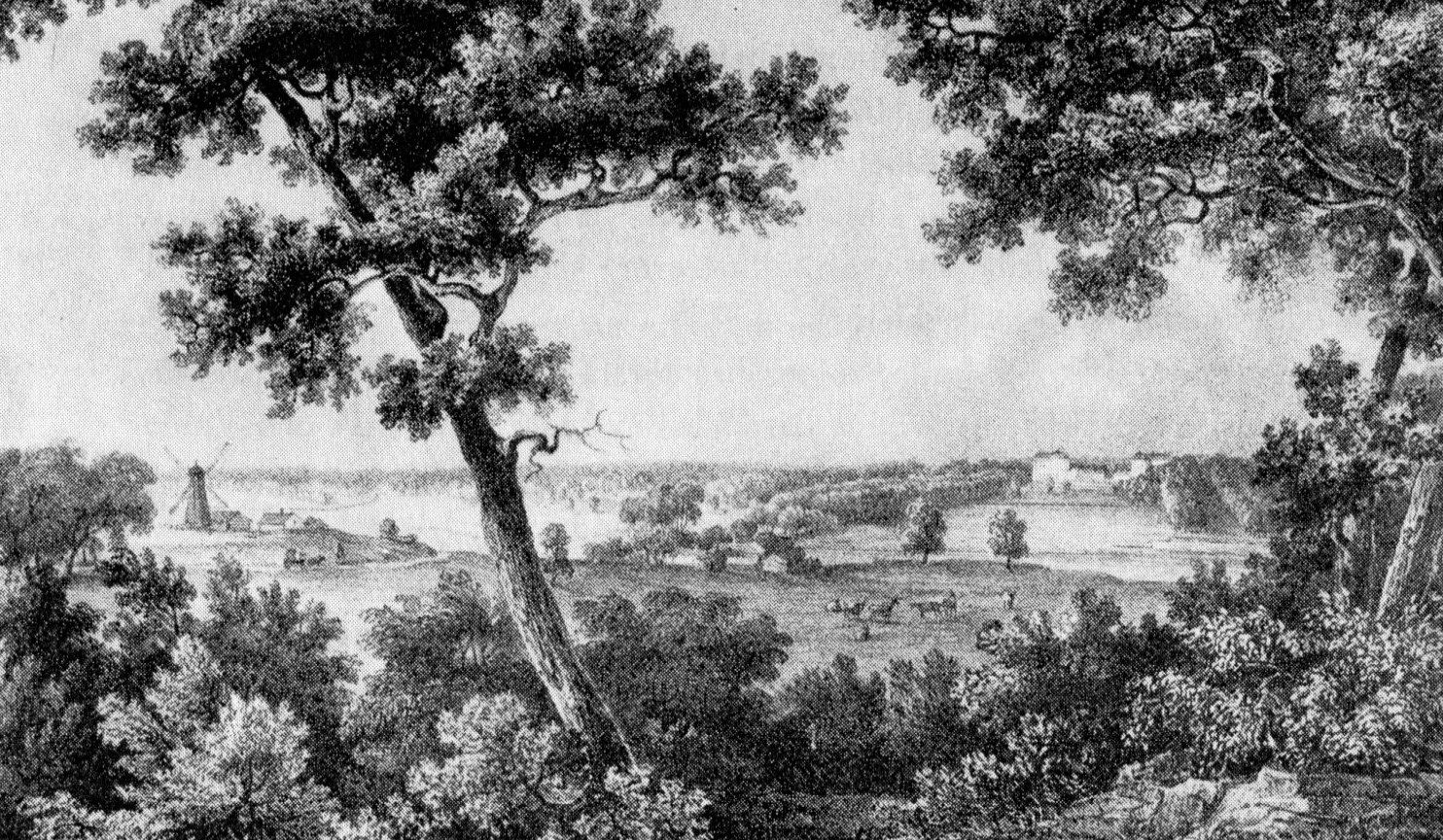
Utsikt mot Ekolsund över platsen för medeltidsborgen, ur Ulrik Thersners "Fordna och närvarande Sverige".

Namnet Ekoolesund finns första gången omnämnt i två brev från april 1307. Breven är skrivna på plats av hertigarna Erik och Valdemar. Om de ägde Ekolsund är osäker. Ekolsund var sätesgård sedan 1300-talets början. Den förste till namnet kände ägaren var riddaren Magnus Knutsson (Aspenäsätten), besläktad med folkungarna genom sin härstamning från Knut jarl. Han är omnämnd som riksråd 1351. I samband med arvskiftet efter honom 1373 tillföll Ekolsund tillsammans med alla hans gods hans dotter Catharina, gift med Finved Finvedsson cirka 1345–1383 (Frösviksätten).
Genom deras dotter Margareta, gift med riddaren Jöns Bengtsson (Oxenstierna) den äldre, kom egendomen i ätten Oxenstiernas ägo. Därefter innehades Ekolsund under första hälften av 1400-talet av Bengt Jönsson (Oxenstierna). Genom byte och köp kom det 1542 i Gustav Vasas ägo och beboddes sedan ofta av Vasafamiljens medlemmar. Det var bostad för Sofia Vasa mellan 1568 och 1611.

### Släkten Totts tid

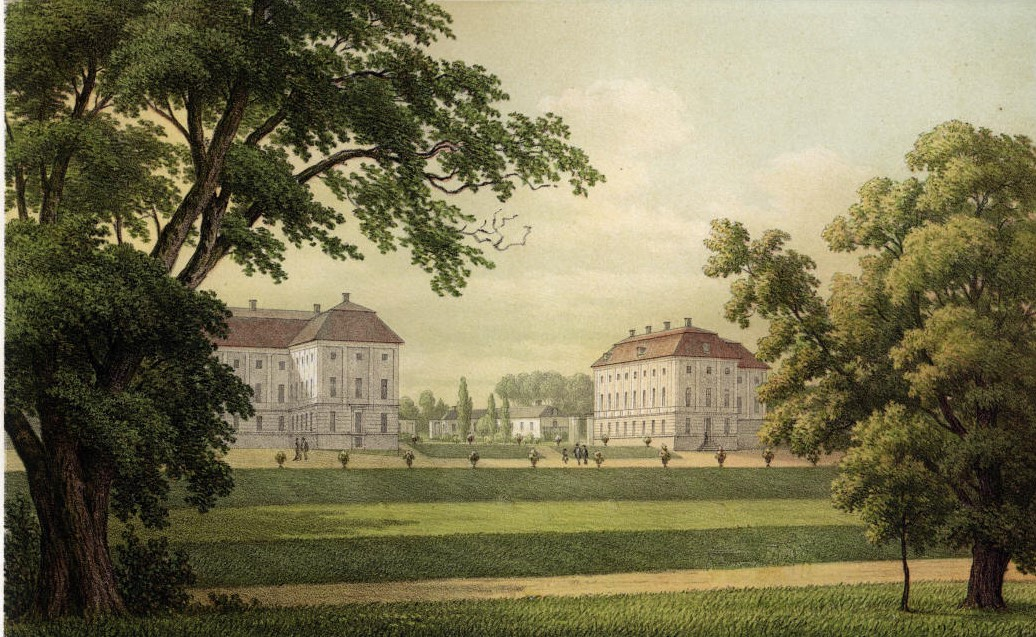
Ekolsunds slott i färdigt skick enligt Fredrik Wilhelm Alexander Nay, 1881.

På 1600-talet, då nuvarande slottet byggdes, ägdes godset av släkten Tott. Den förste i raden Tott var Åke Henriksson Tott som 1636 fick tillstånd att låta bygga en stor godsanläggning i området Härvesta. Till en början bodde han på den medeltida gården som han lät renovera. 1637 påbörjade han bygget under ledning av den franska arkitekten Simon de la Vallée. Han fick dock inte uppleva fullbordandet eftersom han blott 42-årig avled år 1640 på en resa i Finland.
Därefter gick gården och det påbörjade bygget till sonen riksrådet och greven Clas Tott (född på Ekolsund). 1652 tillträdde Magnus Gabriel De la Gardie som ny ägare till Ekolsund medan Clas Tott gottgjordes med andra gods och en penningsumma. Clas Tott skulle dock snart återkomma till Ekolsund som han 1654 fick i förläning av arvprinsen Karl Gustav (sedermera Karl X Gustav) vilken förvärvat godset samma år. Under Clas Tott började den stora utbyggnaden av slottet och parken.

### Kronan tar över
Genom reduktionen 1683 återgick Ekolsund till kronan. 1716 skänktes det till arvprins Fredrik av Hessen. Det återlöstes 1747 och gavs sedan som dopgåva till den nyfödde prins Gustav. Ekolsunds slott blev sedan Gustavs mest omtyckta uppehållsort under uppväxttiden och under hans första år som kung. Gustav III skapade julafton 1772 den så kallade Ekolsundsdräkten, som särskilt utvalda fick bära på Ekolsund och övriga kungsgårdar. Kungen kunde här ägna sig åt sina intressen och arrangerade fester och jakter. I augusti 1776 höll han ett praktfullt tornerspel. Några av tornerspelens rustningar finns bevarade i Livrustkammaren. Till tornerspelet utfärdade han till och med ett tryckt blad: Ordning som skall i akt tagas vid Torner-spelet på Ekolsund. Gustav III disponerade den nyare södra flygeln medan den norra fungerade som kavaljersslott och köksdepartement.

### Släkten Setons tid
Efter 38 år sålde Gustav III slottet 1785 till grosshandlaren och skeppsredaren George Seton. Han avled redan året efter förvärvet i England, 90 år gammal och barnlös. Ekolsund ärvdes då av systersonen Alexander Barron Seton (1737–1814) som bodde kvar på familjegodset Preston i Skottland och skickade sina söner att ta han om affärerna i Sverige. Ekolsund utarrenderades till översten Carl Gustaf Adlercreutz som var gift med en av Barron Setons sondöttrar. Adlercreutz vistades inte heller på Ekolsund utan på sitt gods Nynäs i Ösmo socken. Alexander Barron Seton skänkte Ekolsund till sin äldste son, hovjägmästaren Patrik Baron Seton (1765-1837). Familjen Seton bodde i slottets norra länga. Den kungliga, södra längan hade skadats av de militärtrupper som inkvarterades där 1809 och kom senare att användas som sädesmagasin. Efter Patrik Baron Setons dös sålde arvingarna egendomen till ett konsortium bestående av friherren Sigfrid Rålamb, hovjägmästare Gösta Tamm, generalkonsul Percy Tamm och bankdirektören Henric Tamm. Dessa styckade godset som bestod av 36 gårdar och sålde delarna. Huvudgården (slottet) gick till godsägaren Oscar Danielsson.

### Dagens Ekolsund
År 1917 köptes huvudbyggnaden och några kringliggande gårdar av direktör Carl Kempe. Åren 1928–1930 lät han restaurera och modernisera södra längan till bostad åt sin familj efter ritningar av arkitekten Vilhelm Bryde. Kempe överlät strax före sin död 1967 Ekolsund till sina döttrar i andra äktenskapet. Hans spegelmonogram smyckar fortfarande järngrinden vid södra infarten. Vid en fasadrenovering som utfördes 1974–1976 återställdes färgsättningen från Hårlemans ombyggnad med blågrå socklar och lister, mörkröd bottenvåning och i övrigt gula väggar med vita pilastrar och fönsteromfattningar. Restaureringsarkitekt var Ove Hidemark.
Sedan 2002 ägs slottet av direktör Raija Ohlin. Hon fortsatte restaureringen av södra längan. Exedran har blivit ombyggd från stall och garage till gästrum och lägenheter. Norra flygeln är ännu i skick som på den Setonska tiden. Denna flygel uppskattas av filmare för sin orörda miljö. Idag används slottet delvis till festligheter så som större bröllop och företagsevent samt filminspelningar. Bland annat har här spelats in den svenska versionen av Biggest Loser och Fröken Julie av Helena Bergström. Tidigare verksamhet med hälsoinriktning bedrivs nu i form av så kallade hälsocamps.

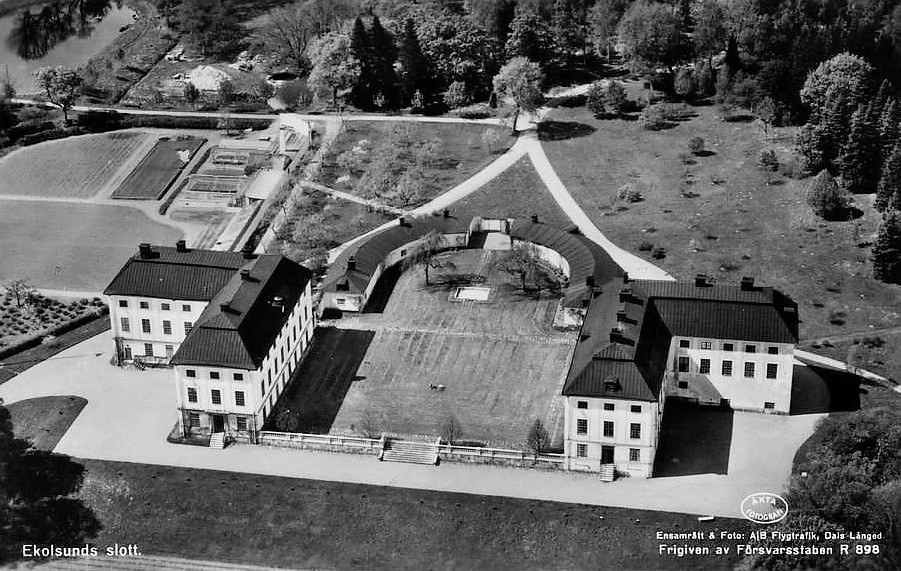
Flygfotografi från 1940-talet.

### Slottet då och nu
| Ekolsund i Sueciaverket 1697 och i maj 2013. |  | Ekolsund i Sueciaverket 1697 och i maj 2013. |
| Ekolsund i Sueciaverket 1697 och i maj 2013. |  |                                              |

## Bebyggelsen
Den äldsta kända bebyggelsen låg på en tidigare kringfluten holme i Hjälstaviken 1,6 kilometer österut och bestod av ett borgliknande stenhus med en oregelbunden gårdsbebyggelse av trähus samt ett utkiks- och klocktorn av korsvirke. Hur det medeltida Ekolsund såg ut är inte känt. År 1636 tillträdde Åke Henriksson Tott den före detta kungsgården och fick tillstånd för ett nybygge.

### Slottsbygget under Simon de la Vallée
Av olika skäl, främst de stora fälten som gav utrymme för en slottsmässig gårdsanläggning med lustpark och djurgård, planerades den nya huvudgården till området Härvesta. Den gamla gården fick förfalla och byggnadsmaterial togs successivt till den nya gårdsanläggningen. Tott avled redan 1640 och det är svårt att avgöra vad som byggdes under perioden 1635-1640. Enligt de påträffade fasaddekorationer i form av ristad och målad rustikkvaderdekoration som gjordes vid restaureringen 1974 på den norra flygelns gårdssidor har Ekolsund haft en mycket anspråksfull utsmyckning i renässansstil liknande den som arkitektdynastien Pahr använde vid de kungliga vasaslotten. Denna har endast blivit bevarad i Kalmar slott (1570-tal) samt i Nyköpings slotts portbyggnad (1610-tal). En förklaring till valet av denna på 1630-talet något föråldrade dekor är att byggherren Tott på mödernet var släkt med Vasadynastin. Redan efter 1650-talets mitt, då norra flygeln byggdes om och inreddes torde dessa utsmyckningar ha övermålats. Den bevarade vindflöjeln som nu sitter på en yngre ladugårdsbyggnad märkt A.T (Achatius Tott) 1636 har sannolikt utförts då den första byggnadsetappen var färdig.
Säkert är att arkitekten Simon de la Vallée var i Totts tjänst mellan 1637 och 1639 och förmodligen anpassades den redan påbörjade norra flygeln efter hans ritningar. Det höga trapptorn och burspråksutbygget åt väster som nu tillkom är inte i arkitektens stil men kan ha varit direktiv av byggherren. Sannolikt planerade denne även den södra vinkelbyggnaden och ett sammanbindande parti, en väldig ekonomigård samt en stor trädgårdsanläggning. Liknande anläggningar med dubbelpalats förekommer i den franska 1500-talsarkitekten Jean Baptiste Androuet du Cerceaus mönsterböcker. En viktigare förebild kan ha varit prinsen och ståthållaren Fredrik Henrik av Oraniens Huis ter Nieuburch utanför Rijswijk i Holland där Simon senast var verksam och där han ersatte byggmästaren Arendt van's Gravesande som  assisterande arkitekt till chefsarkitekten Jacob van Campen. Huvudbyggnaden hade liksom Ekolsund två massiva hörnpaviljonger, och en mittpaviljong med trapphuset omgiven av förbindelselängor, ett franskt byggnadssätt som senare skulle återkomma i flera av den svenska barockklassicismens större byggnadsverk med Drottningholm i spetsen. 
I Sueciaverket finns flera avbildningar upprättade av Erik Dahlbergh som visar slottet i olika byggskeden. På den ena illustrationen syns bakom och till vänster om norra vinkelbyggnaden enklare hus som fanns kvar vid Totts bortgång. På den andra framgår hela gårdsanläggningen i färdigt skick. Dahlberghs illustrationer graverades förts på 1690-talet, långt efter Tott, när Ekolsund ägdes av kronan.
Det existerar minst tre generalplaner för Ekolsund från 1600-talet. Den äldsta tillskrivs Jean de la Vallée, Simon de la Vallée son, och bär anteckningar av Magnus Gabriel De la Gardie som var slottsherre på Ekolsund mellan 1652 och 1654. Planen visar en storslagen trädgårds- och parkanläggning ett tredubbelt allésystem samt parterrer, kaskader och dammar. Själva slottsanläggningen består av två vinkelbyggda hus som sammanlänkas av en centralbyggnad. En reviderad plan utformades troligen vid denna tid till vilken en stor perspektivritning i Tessin Hårlemanssamlingen i Nationalmuseum (THC 469) hör. Under De la Gardies två år på Ekolsund fortsatte arbetena efter de la Jean de la Vallées ritningar med stora arbeten på trädgårdsanläggningen och nyinredningar i den norra slottsbyggnaden.

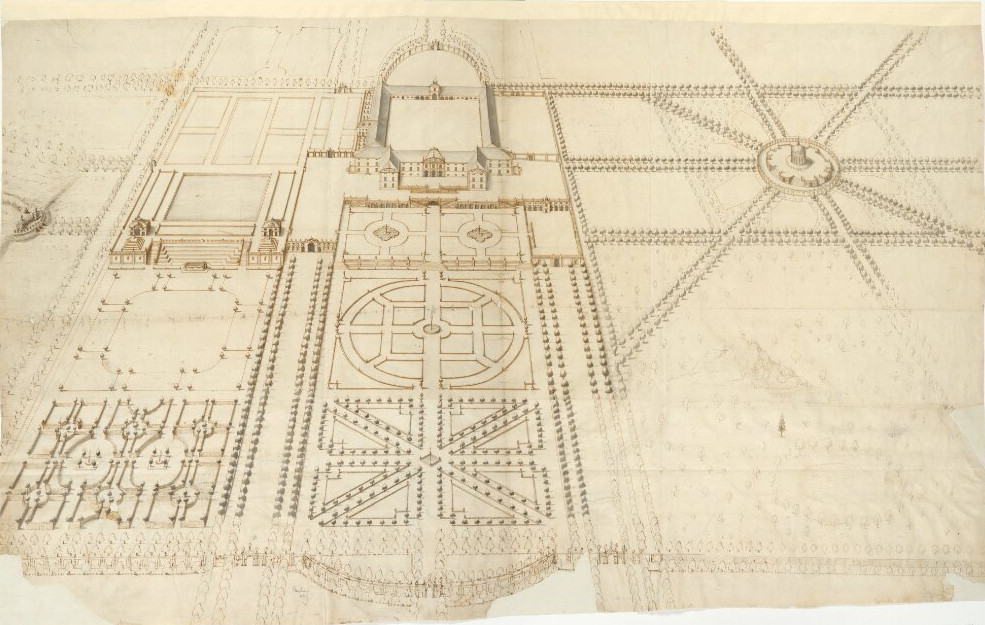
Perspektiv över Ekolsunds slott med trädgårdar, av Jean de la Vallée. (1654)
Ekolsunds slott med trädgårdar, uppdaterat förslag av de la Vallée. Troligen 1660-tal.

### Slottsbygget under Nicodemus Tessin d.ä.
Eftersom Tott inte var nöjd med Jean de la Vallées arbete kallades 1661 arkitekten Nicodemus Tessin d.ä. till Ekolsund. Med honom började den stora utbyggnaden av slottet och parken. Gällande parkanläggningen omarbetade Tessin den Valléeska generalplanen till barock stil med inspiration av André Le Nôtre. Tvillingsslottet (det södra kanske helt nybyggt) gestaltades i karolinsk stil med karnissvängda tak. Fullt så ståtligt som på Erik Dahberghs idealiserande illustration i Sueciaverket han dock Ekolsund inte bli under 1600-talet. Ändå blev parkanläggningen en av de praktfullaste i Sverige och Clas Tott investerade enorma summor på fullbordandet.

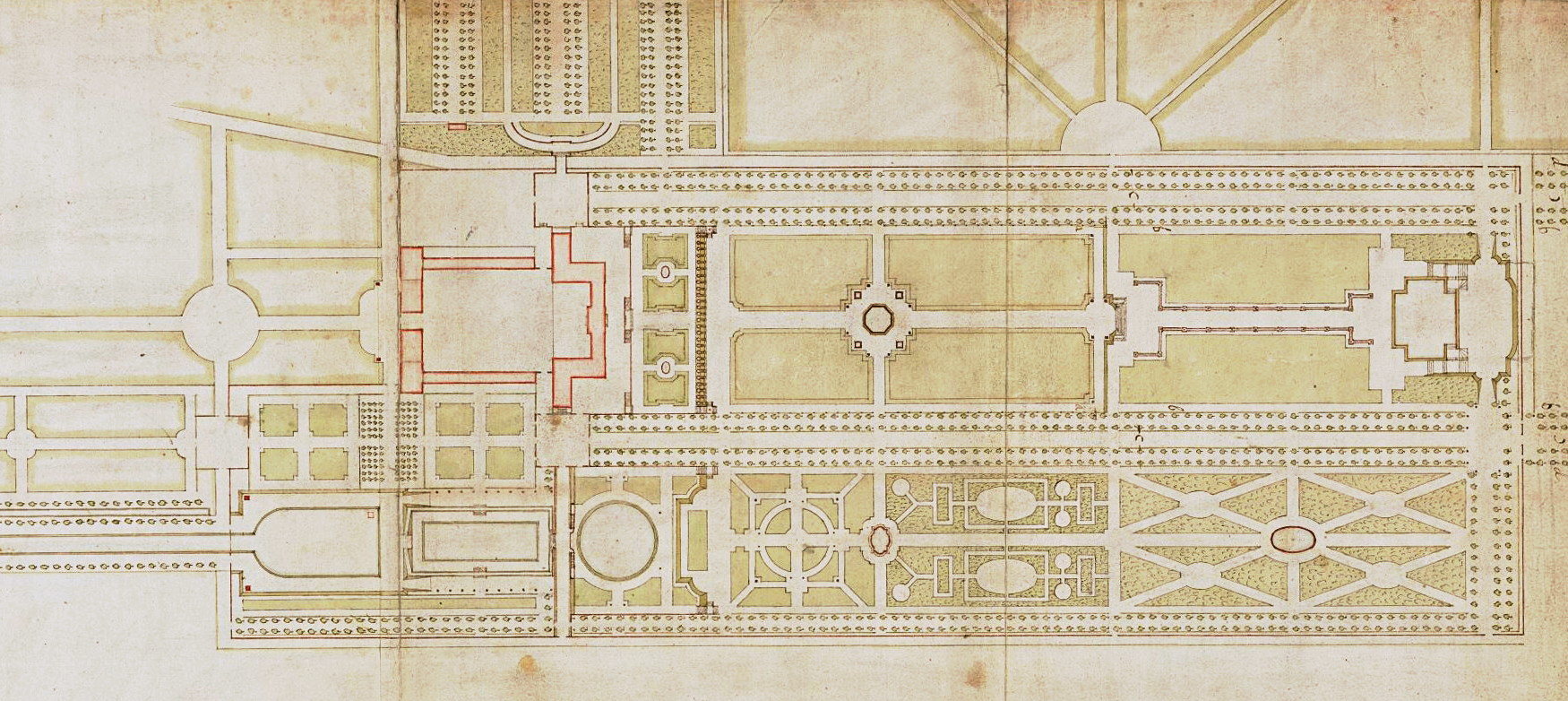
Tessins generalplan.
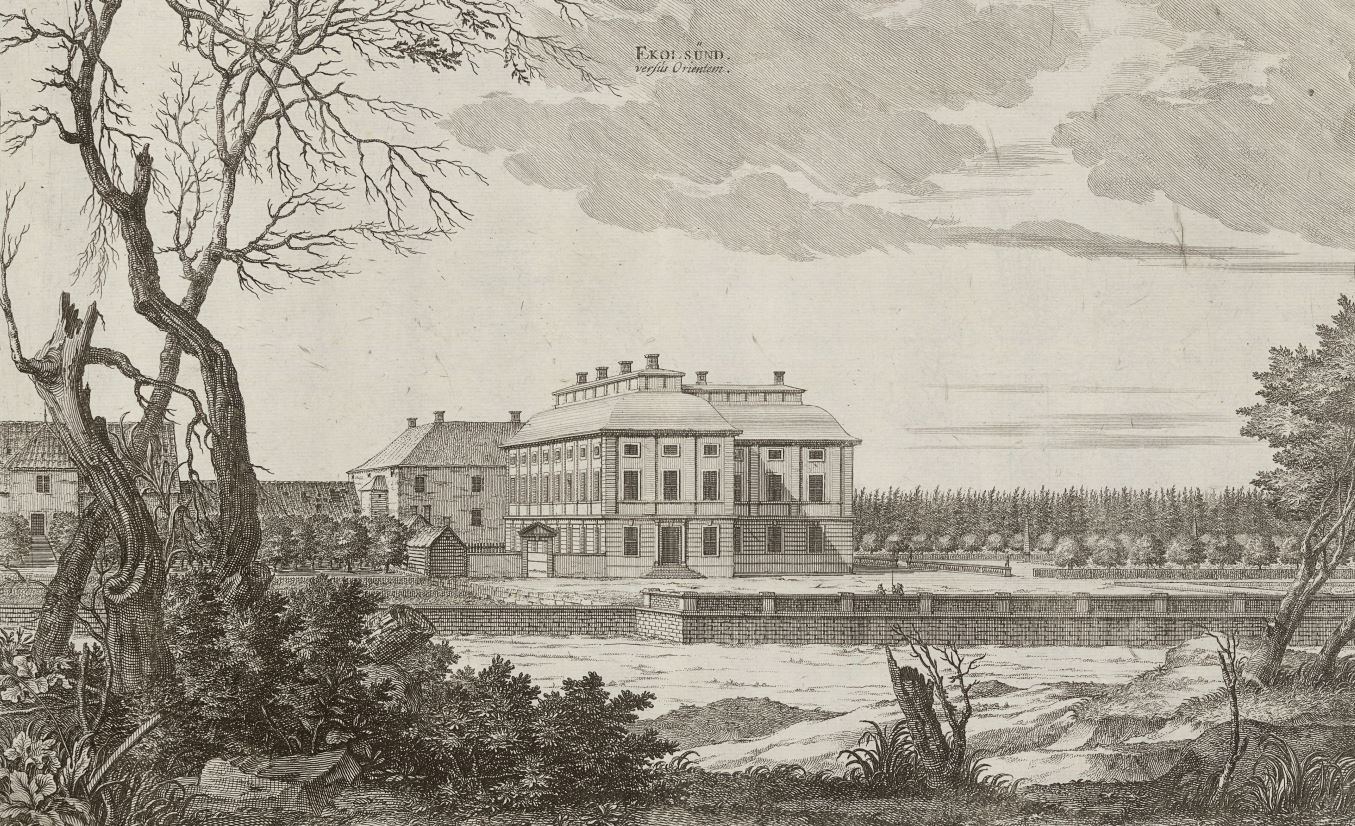
Norra flygeln i Sueciaverket.

### Slottsbygget under Carl Hårleman
Ekolsund präglas idag av Carl Hårlemans arkitektur. Det var också han som 1739 band samman vinkelbyggnaderna genom två envåniga rundflyglar, den så kallade Excedran, uppförda som stall och som avslutning i väster. Excedran gestaltades av Hårleman i tidens klassicistiska stil. Under samma tid ombyggdes även den äldre norra längan som höjdes med en våning och fick samma utseende som den södra längan. Hårleman gav fasaderna den färgsättning som slottet har idag. Färgskalan förvanskades med tiden men återställdes i samband med en fasadrenovering 1974–1976. En stor upprustning av slottets interiör skedde under Gustav III:s tid som anlitade arkitekterna Carl Fredrik Adelcrantz och Jean Eric Rehn. Några av dessa interiörer har restaurerats och bevarats medan andra förslag stannade på pappret och blev aldrig fullbordade. Exempelvis utfördes inte Rehns väggdekor till den stora riddarsalen.

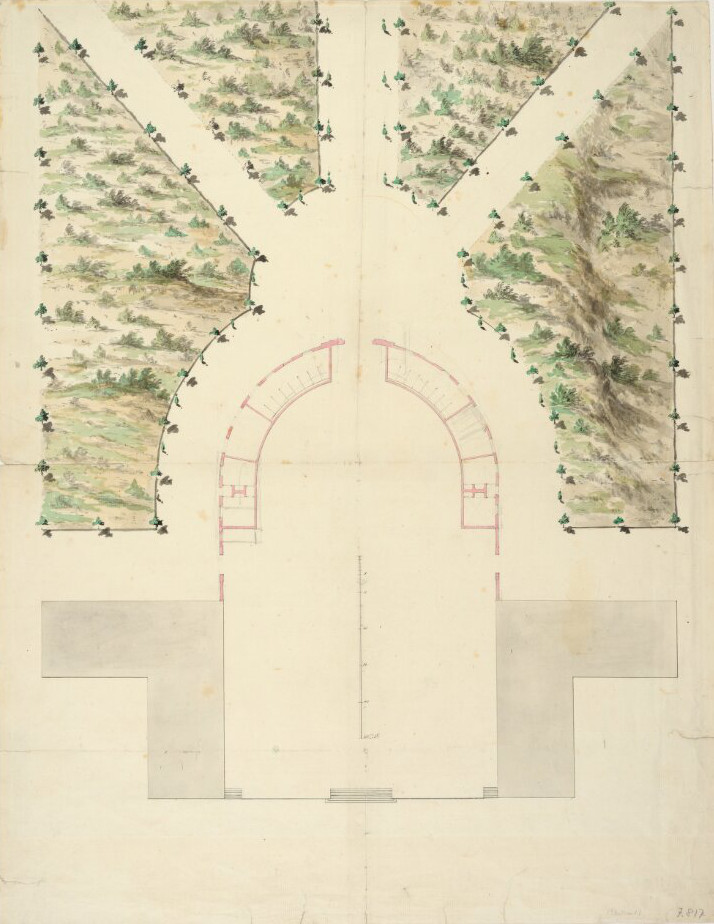
Planritning av Carl Hårleman som visar den föreslagna excedran. (Ca. 1735)
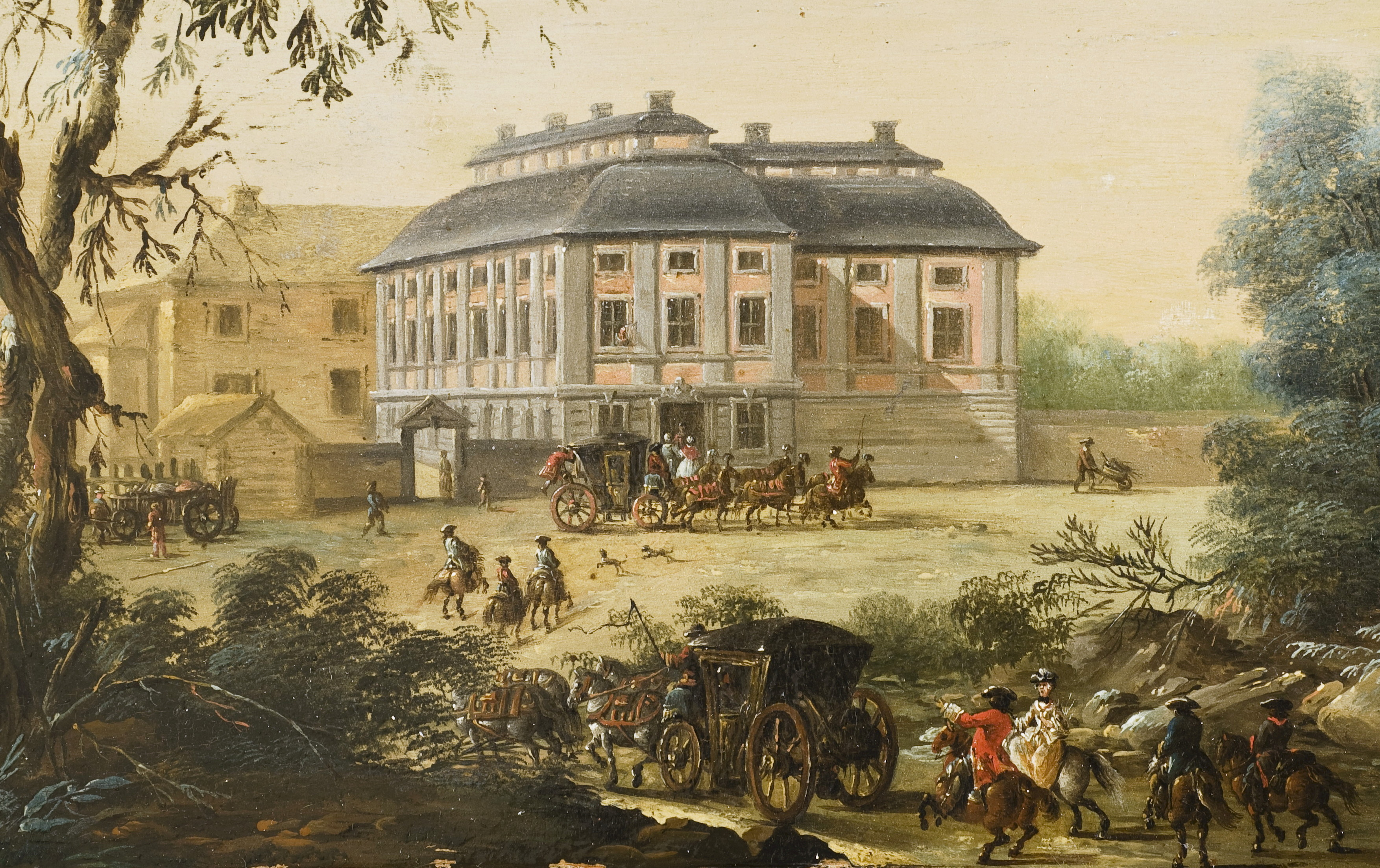
Halvfärdiga Ekolsund med norra flygeln och äldre bebyggelse i fonden. Målning av Johan Philip Korn efter Erik Dahlberghs äldre förlaga (bilden är beskuren).
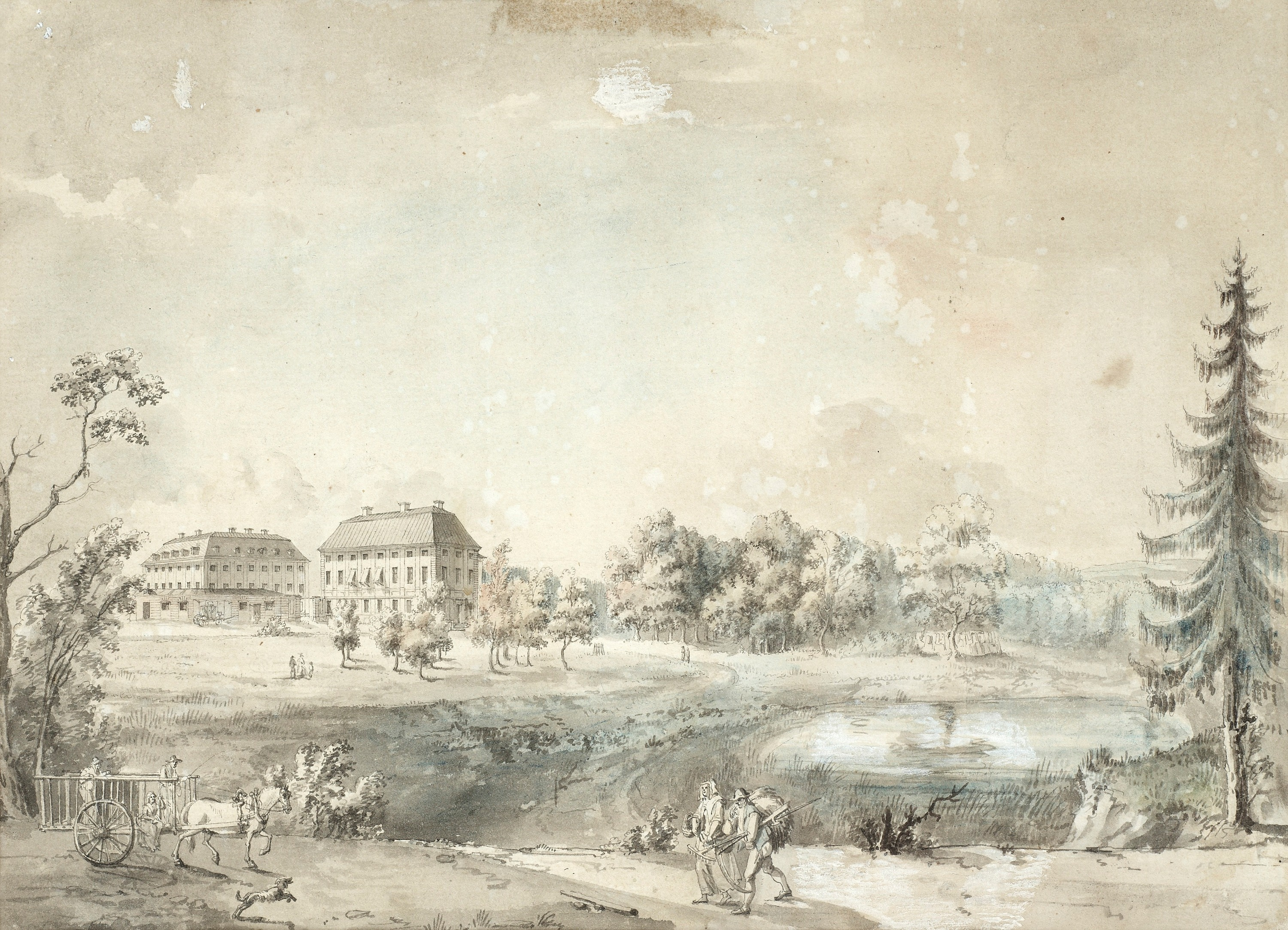
Ekolsunds slott, troligen av Jonas Carl Linnerhielm. Visandes excedran och den norra flygeln. (ca 1800)

## Nutida bilder

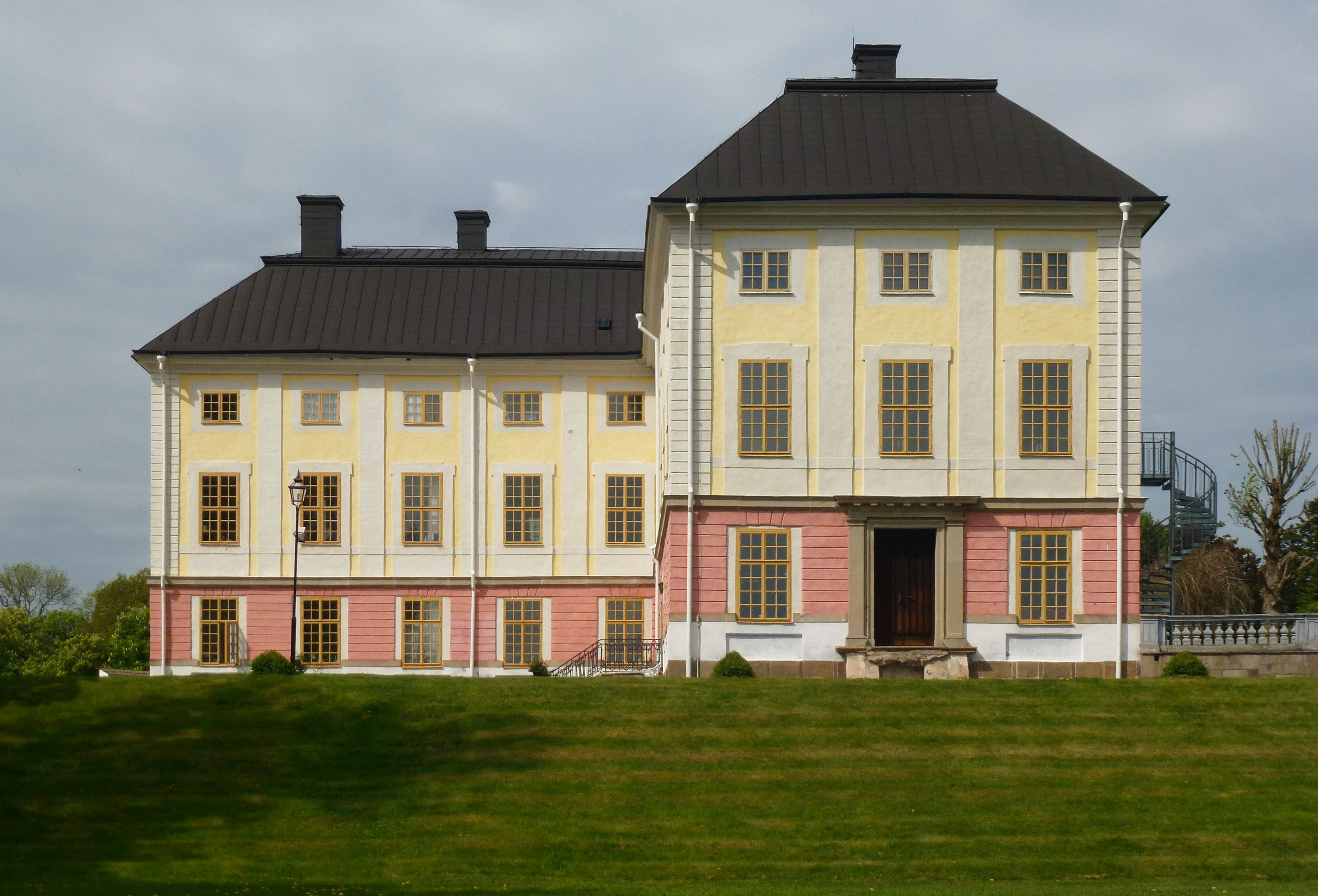
Södra längan, tidigare kavaljers- och köksflygel.
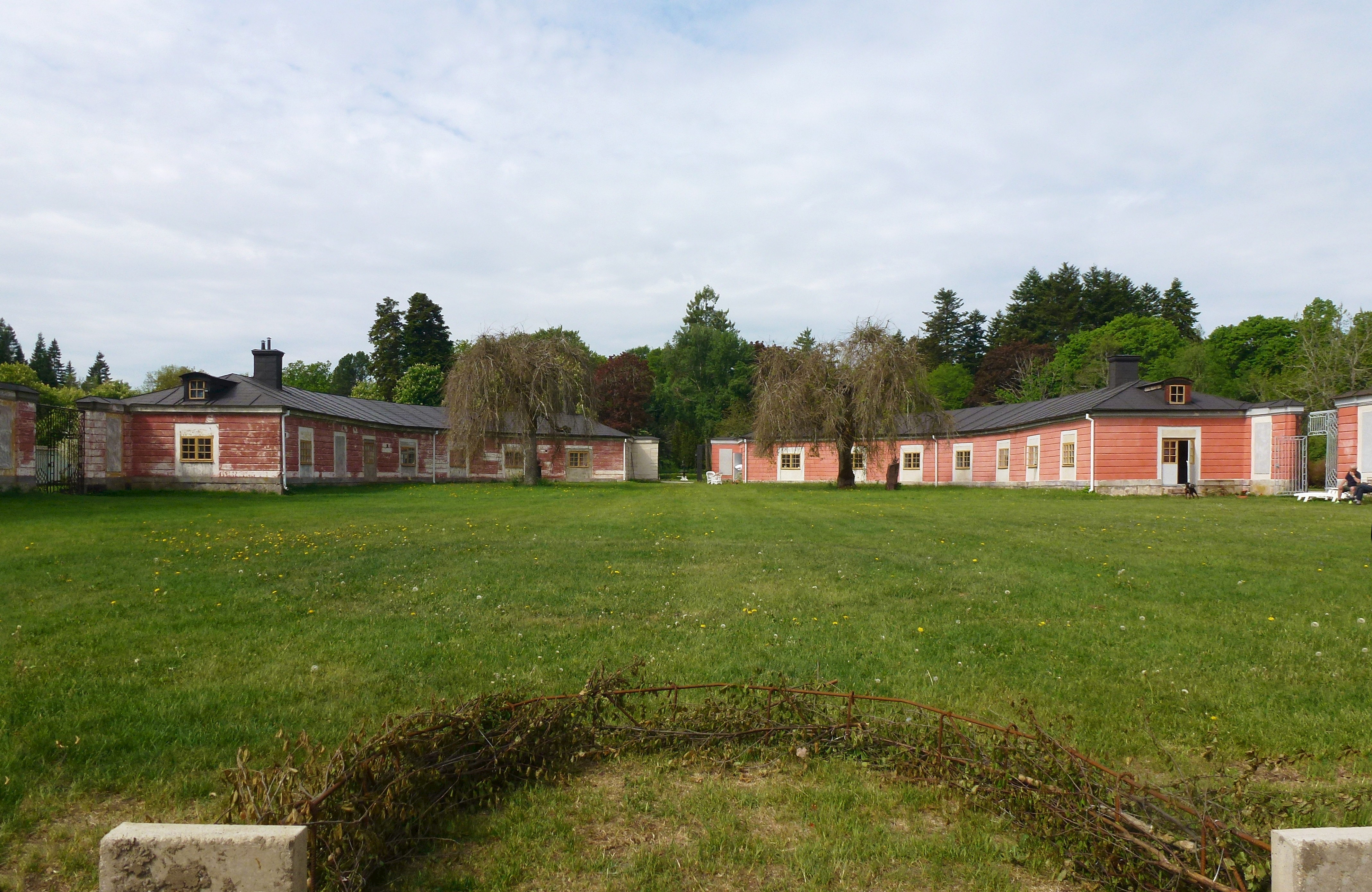
Exedran, två bågformade envåningslängor, byggda på 1700-talet.
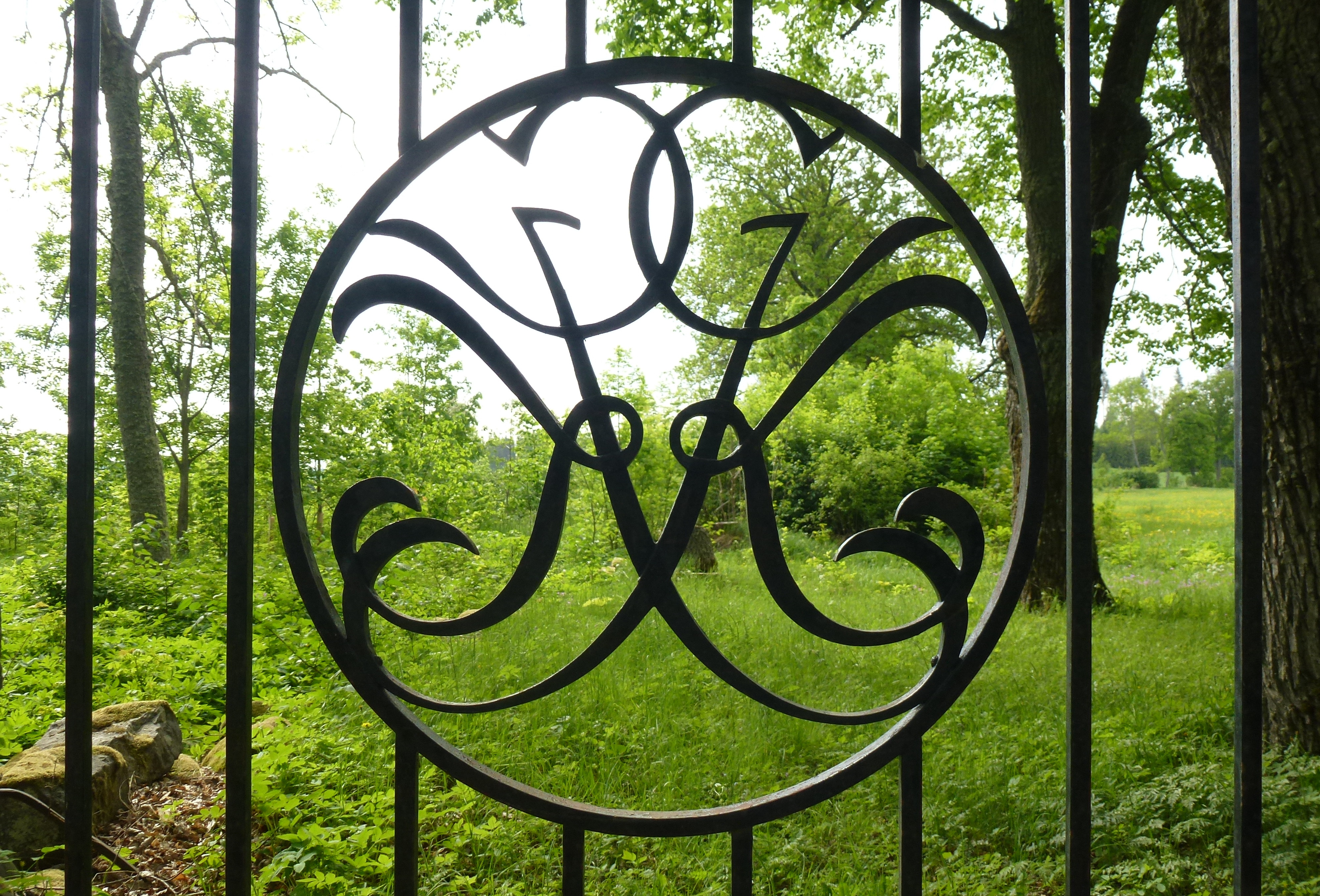
Carl Kempes spegelmonogram C K i smidesgrinden.
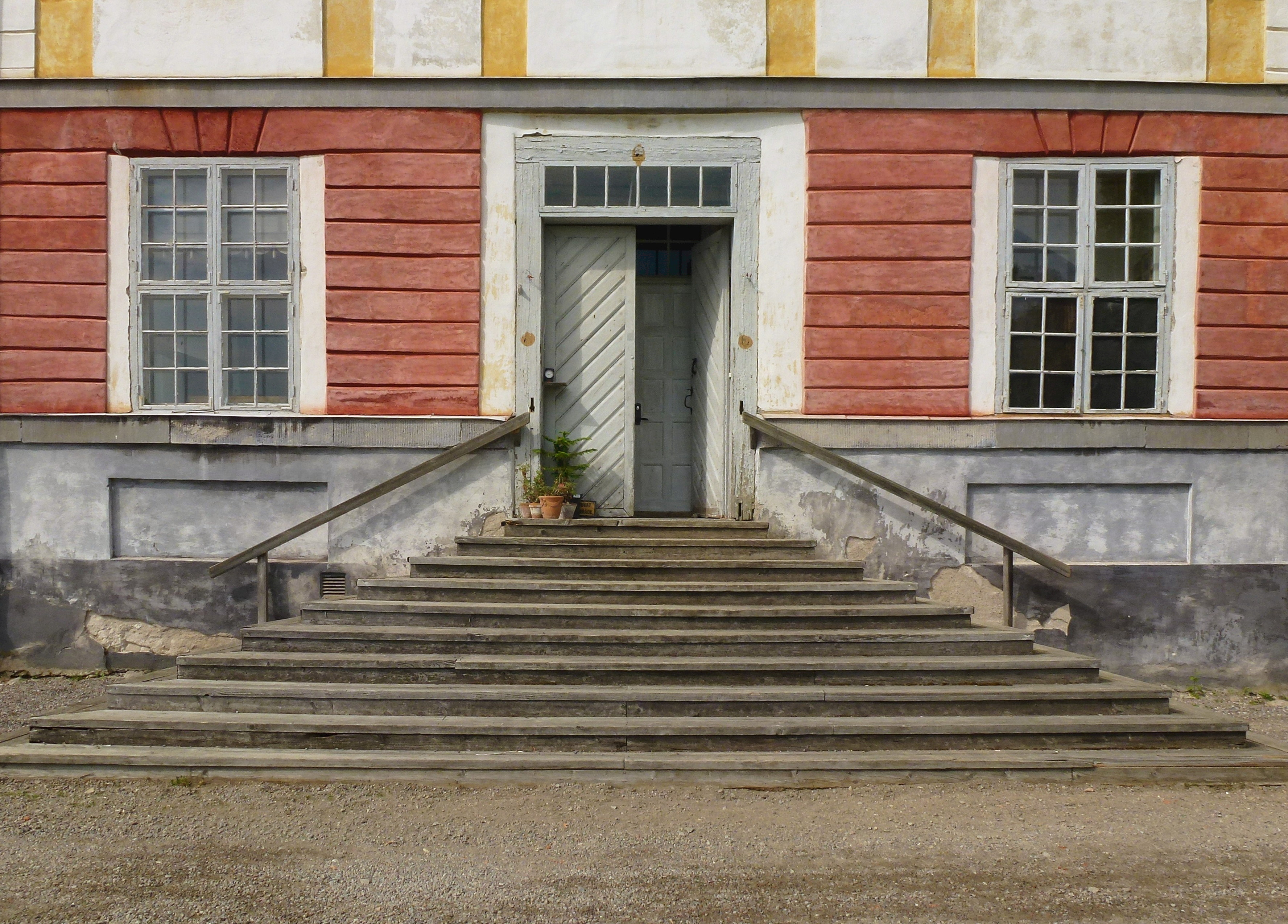
Trappa till norra flygeln.
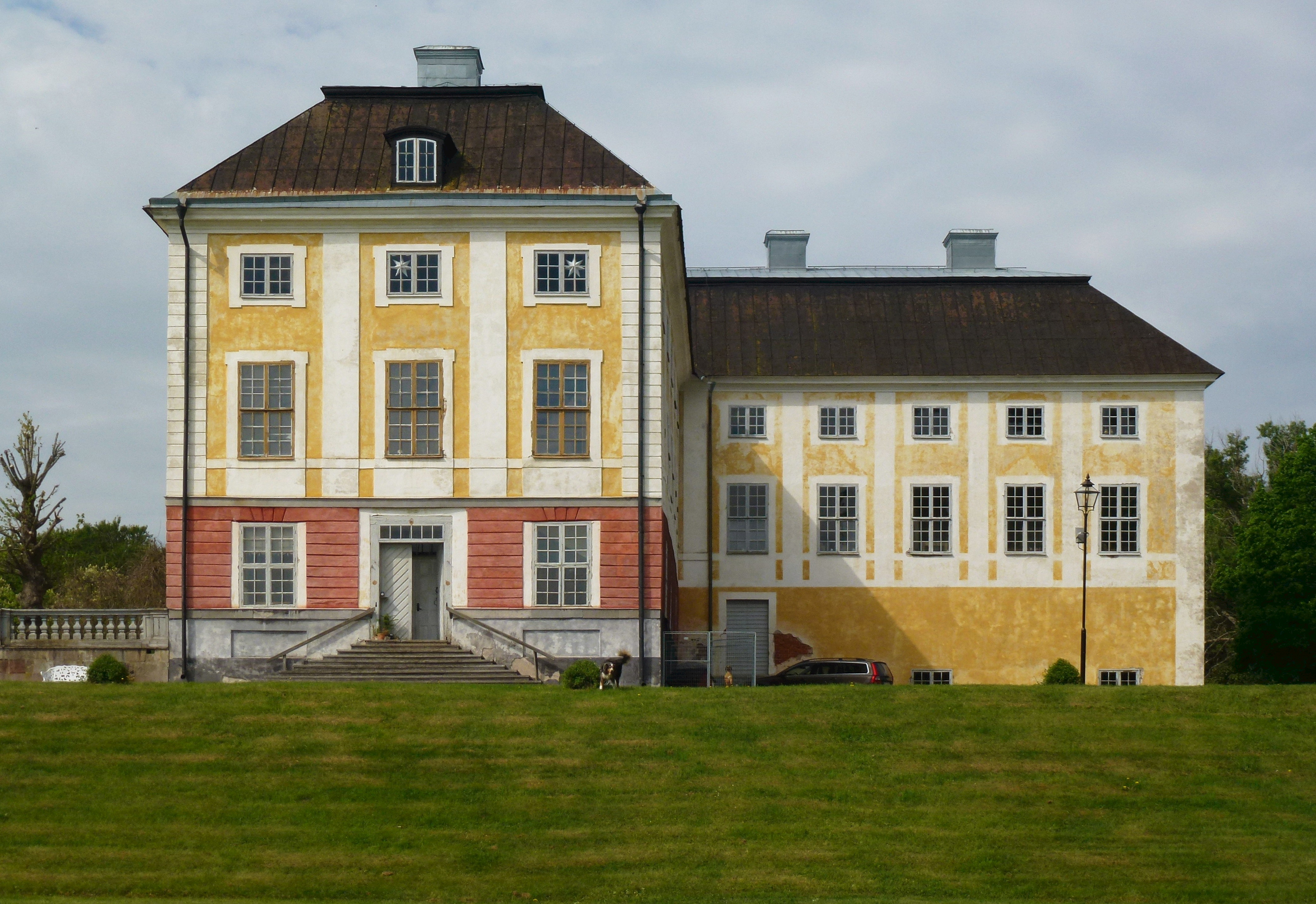
Norra längan, tidigare slottsflygeln.

## Ekolsunds värdshus

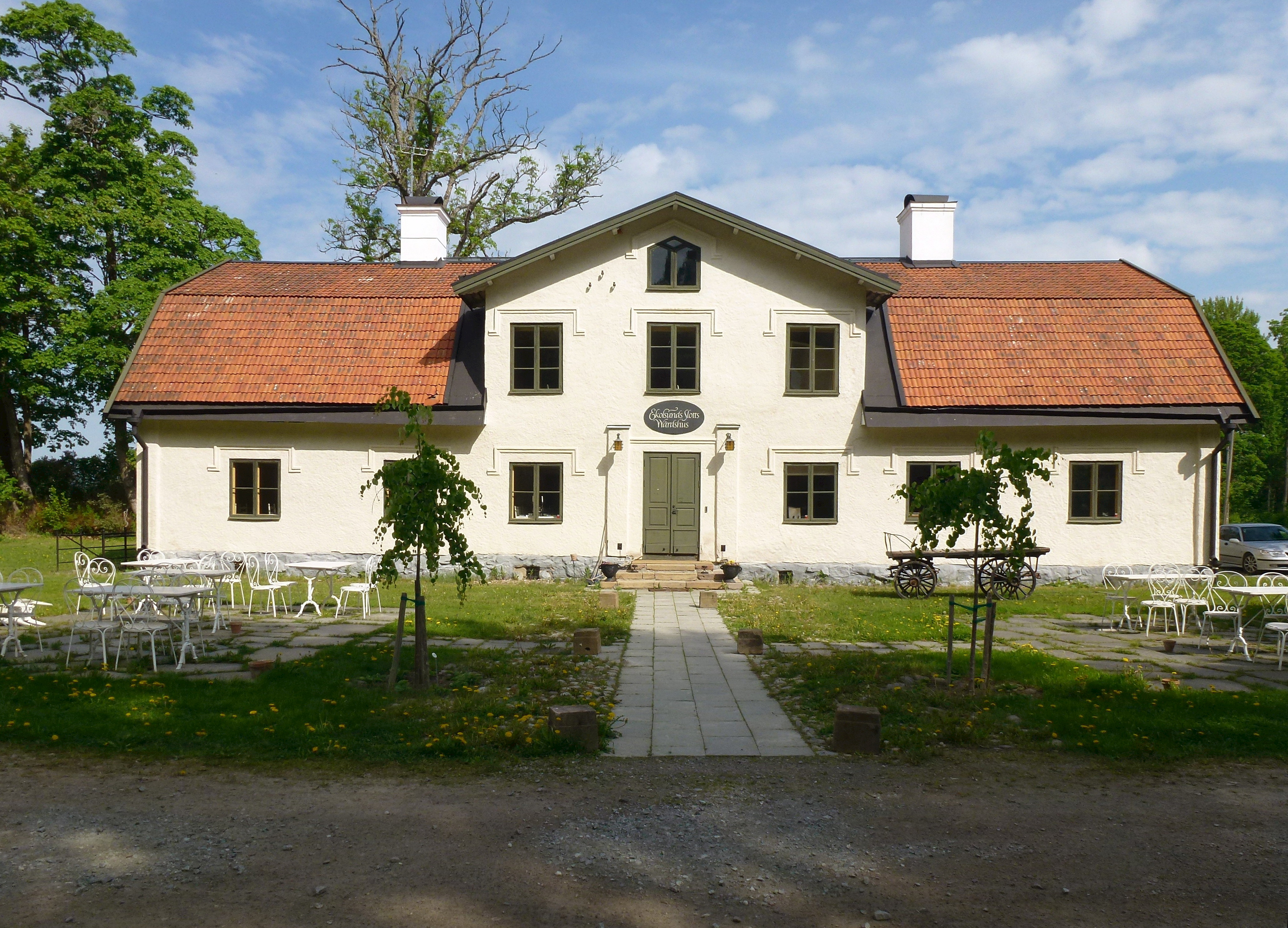
Ekolsunds Wärdshus.

Ekolsunds värdshus (eller "Wärdshus") ligger cirka 200 meter norr om slottet intill en bevarad del av den tidigare landsvägen Stockholm-Enköping. Huset är en vitputsad timmerbyggnad i en våning med inredd vind under brutet tegeltak och har en bred frontespis ut mot den gamla landsvägen. Byggnaden härrör från 1600-talet men byggdes 1770 om till värdshus efter ritningar av arkitekt Carl Fredrik Adelcrantz på beordran av Gustav III som då ägde Ekolsunds slott. Den första värdshusvärden var traktören Johan Segerholm.
Vissa ombyggnader har skett under 1800-talets senare del. Värdshusbyggnaden bevarar sin värdshuskaraktär från 1700- och 1800-talen ovanligt väl både beträffande planlösning och inredningsdetaljer. Bottenvåningens nio rum ligger grupperade kring korridorer och det ursprungliga värdshusköket finns kvar. Huset vilar på en ovanligt rymlig och välbyggd källare (slottets ursprungliga grönsakskällare), där en stenskodd brunn fortfarande ger drickbart vatten. Under 1900-talet har värdshuset haft olika ägare för att nu återigen ingå under samma ägarskap som Ekolsunds slott. Värdshusrörelsen återinvigdes år 2006. Huset förklarades 1985 till byggnadsminne.

## Trädgården, parken, arboretet och alléer

### Stilträdgården

Ekolsunds stilträdgård med fontäner år 1725. Detalj från större Lantmäterikarta.

Åke Tott hade redan på 1630-talet idéer om en storslagen renässansträdgård med parterrer, boskéer och kanaler. Dessa blev dock först realiserad av hans son Claes Tott på 1660-talet. Det finns ett flertal ritningar bevarade av Jean de la Vallées hand, från 1650- och 1660-talen. De la Vallée blev dock ersatt under det tidiga 1660-talet av Nicodemus Tessin den äldre som inspirerats av nya stilströmningar från Frankrike, och då även den nya trädgårdskonsten som tagits fram under André Le Nôtre vid slotten Vaux le Vicomte och Versailles. Dock hade de la Vallées planer redan börjat förverkliga, varför Tessin inkorporerade dessa i sin design.
Man anlade ett tiotal fontäner med dammar, den 500 meter långa Canalen samt en avsatts nedom slottet med totalt 25 kaskader. Anläggningsarbetena fortsatte till slutet på 1660-talet då Totts finansiella resurser tröt, men trots att slottet pantsattes och att det 1682 drogs in till Kronan efter XI:s reduktion fortsatte arbetena med den storslagna trädgården. Tessin ersattes av sin son Nicodemus Tessin den yngre som utvecklade parken tillsammans med trädgårdsarkitekten Johan Hårleman och under det tidiga 1700-talet gjordes ett flertal av parkens parterrer om i mer modernt snitt.
Det fanns ett flertal fontäner i parken. Direkt nedanför slottet låg Cascaderna, följt av Amorreux (eller Ammorör) och Stora Språnget. Dessutom fanns i linje med canalen fontänerna Lillian, Peruken och Gåsen, där Gåsen ibland även kallas för Stjärnan. Fontänerna var även rikligt utsmyckade, exempelvis hade Amorreux, som var den stora fontängruppen i huvudparterrens mittpunkt, en uppsats med fyra lejonhuvuden som sprutade vatten ner i fontändammen. I de omgivande fyra små bassängerna fanns tre änglagestalter i friskulptur. Allt detta var gjutet i bly, och var troligtvis överdragna med guld. Stora språnget som avslutade trädgårdens huvudaxel, hade en fontänuppsats som var i gjuten brons. Fontänerna fungerade fortfarande vid 1700-talets mitt.

#### Beskrivning 1725
En beskrivning över Kongsgården Ekholmsunds ägor utfördes 1725, vilken berättar om stilträdgården, som helt enkelt kallas för Plan;
Med ritningar af Boxbohm menar man så kallade broderiparterrer och vad avser de klippta häckarna och granarna, så kallad Ars topiaria, finns en ritning av en sådan från Ekolsund i Vasasamlingen, vilken kan ses nedan. Watt konster är det vi idag kallar fontäner. Utöver själva silträdgården, eller Plan, fanns även en stor anlagd boské som kallades Parnassus. Med vilket namn man åsyftar den plats i Grekisk mytologi där Muserna bor. Denna del beskrivs 1725 såsom;
| ” | Parnassus är en öfwermåttan angenäm kulle i wilda skogen, som för thes högre situation än sjielfwa Trädgården, gier igenom de öpnade alleerna på alla sidor en vacker prospect. Elijest äro ock in uti wilda skogen åtskillige nöysamme rum och gångar, som på Chartan finnes aftecknade. | „ |

#### Beskrivning 1741
Lars Salvius besöker Ekolsund troligen under det tidiga 1740-talet och han nämner i sin bok Beskrifning öfver Sveriget, som utgavs år 1741, Stil- eller Lustträdgården på följande sätt:
| ” | Den stora Lustträdgården på östra sidan om de bägge större Stenhusen, är mycket härlig och full med utklippta Trän, Vattenkonster och månghanda prydliga Ritningar. Uti första afsättet ofvan Löfvärket åt Faciaten af huggen Gotlands Sten, och midt emot samma Löfvärk stå 30 pelare af samma huggen sten. Uti den stora plan af 1020 alnars längd (ca 605 meter) och 623 alnars bred (ca 370 meter), som är planterad med unga små Granhäckar, finnes 6 store Aléer med skurna Berberiser, Aske- Lön- och Linde-Häckar. Den andra Vägen eller Alléen är sammaledes med åtskillige Fruktträn utprydd. I samma plan står den stora Vattenkonsten. Der får en ock se 8 Cascader, med sina Skålar och Speglar. Nedan för Cascaderna är en Graf 163 alnar lång (ca 97 meter) och 6 alnar bred (ca 3,5 meter). Uppå Norra sidan i planen emot Cascaderna är likaledes en stor Vattenkonst, som kallas l'Amoureuse, hvar jemte 4 små finnas, som de kalla l'amouretter hvilka äro bygde med sina Brunnar. Vid ändan af samma plan finnes et stort Vattensprång af gutin Malm up emot Skantsen, der planen å den sidan mot Diurgården slutes. På Södra sidan är också en Vattenkonst näst in til Liljedammen, som kallas Peruqven af dubbla Rör, som der finas. Strax der nedanföre är Vattenkonsten Stiernan med 9 Pipor. | „ |

#### Beskrivning 1796
I juli 1796 företar konstnären och författaren Jonas Carl Linnerhielm en resa genom Sverige och stannar då vid Ekolsund, och han skriver om platsen i sitt verk Bref under resor i Sverige. Det som möter oss är Ekolsunds park elva år efter att grosshandlaren George Seton köpte den av Gustav III. Parken är förvildad och stadd i förfall:
| ” | ...nalkades vi Ekolsund, en tid kallat Ekholmsund, som förr varit ett Kongligt Lust-Slott, men nu äges av Herr Seton... Just då man tror sig nalkas Slottet, som aldrig ärnådde sin Corps de Logis, utan altid bestått och ännu består af tvänne stora flyglar, viker vägen till höger. En lummig, något förvildad Park skymmer sedermera en stund Slottet, som ändteligen förbipasseras på sidan. Tämligt höga, till formen nog ofatta Stenpelare äro uppresta vid stigarne eller vägarne till denna park, hvari Slottet är beläget, och hvilken onekeligen är till sitt utseende nog mycket vanvårdad. Den trakt som förr utgjorde Djurgården, och genom sina höga träd bibehöll en viss värdighet, är nu hårdt medfaren och har mistat sitt behag jämte sitt anseende. | „ |

#### Bilder på stilträdgården

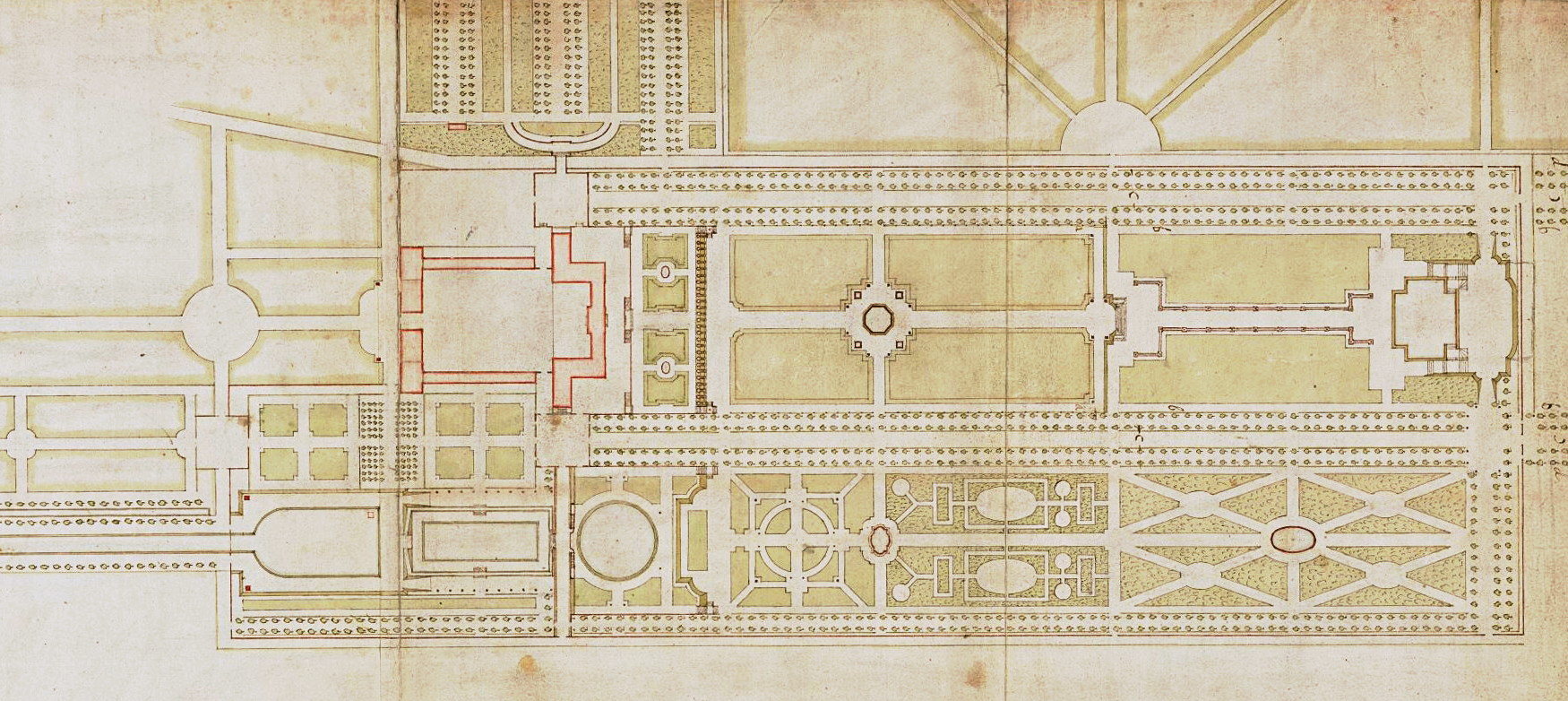
Nicodemus Tessin den äldres generalplan över Ekolsunds slott och trädgård, från 1667.
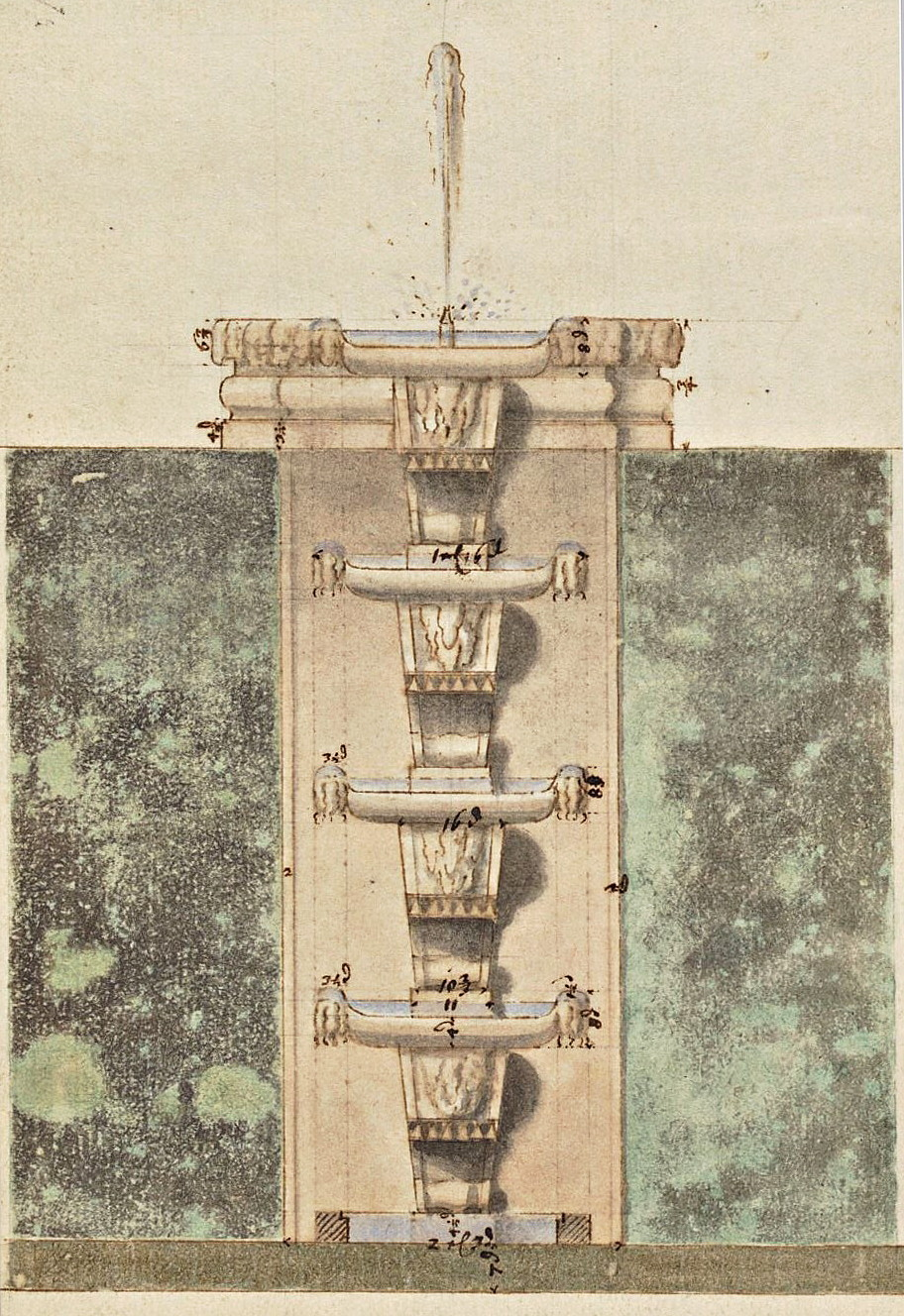
Ritning avseende utseende för kaskaden i parken, av Nicodemus Tessin d.ä., 1670-tal
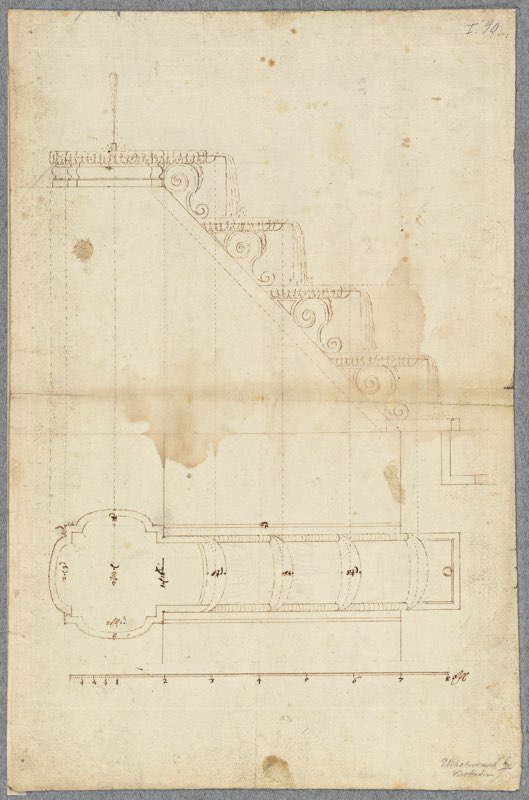
Kaskaderna vid Ekolsund i plan och sektion. Nicodemus Tessin d.ä. 1670-tal
Ekolsunds slott och trädgård på en uppmätningsritning från augusti och september 1688.
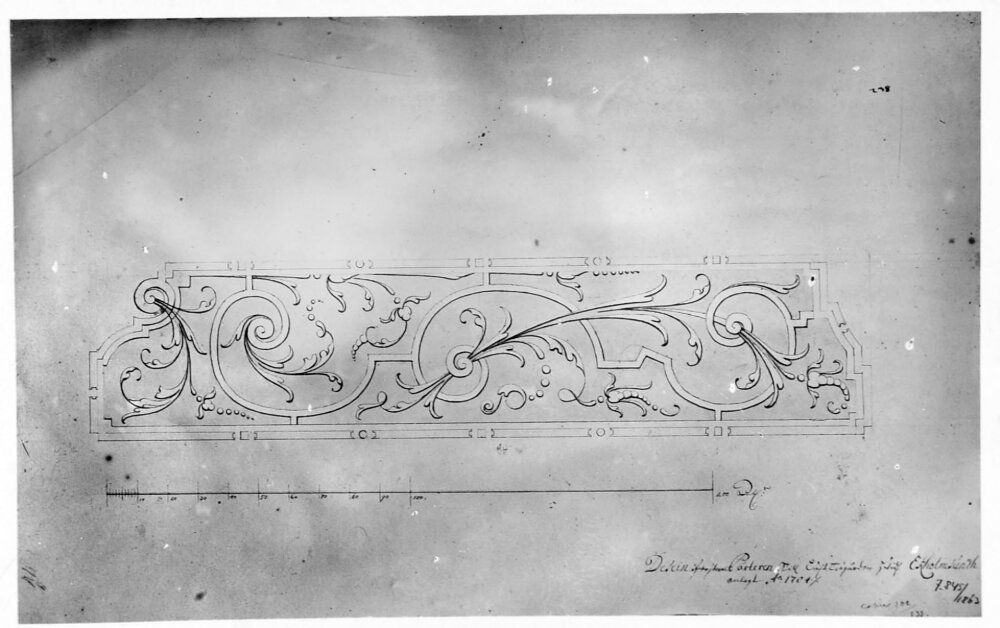
Mönster till den broderiparterr som Johan Hårleman skapade för Ekolsund 1704.
Skiss till formklippta träd vid Ekolsund, troligen tidigt 1700-tal. Höjden anges till 7 alnar och 14 tum, vilket ger en höjd på ca 4,5 m.
Boskén Parnassus vid Ekolsunds slott, 1725.
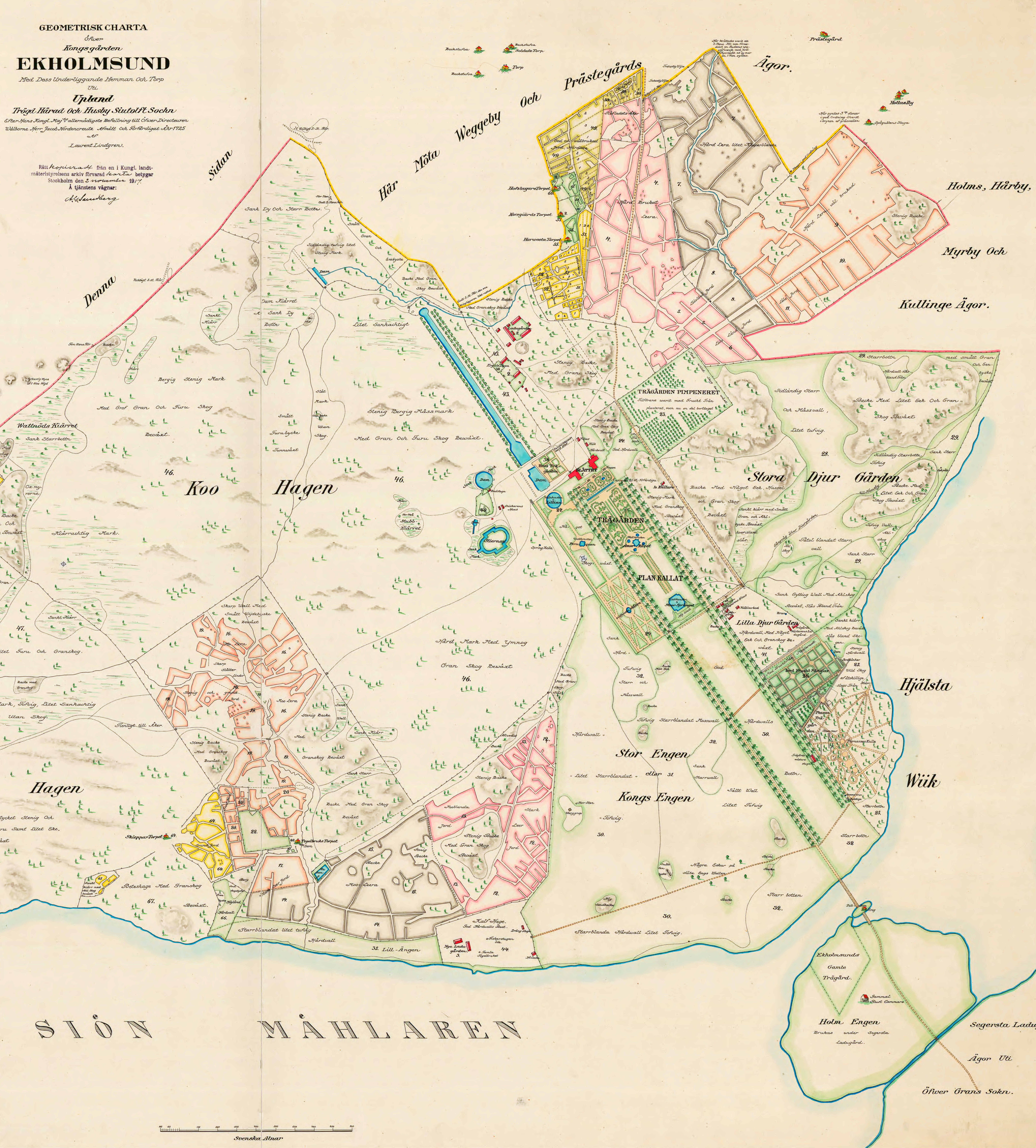
Ekolsunds slott med park och omgivning på en uppmätning från 1725. Norr är snett upp till höger.
Planerad omdaning av trädgården vid Ekolsunds slott från 1757 av Pierre Contant d'Ivry.
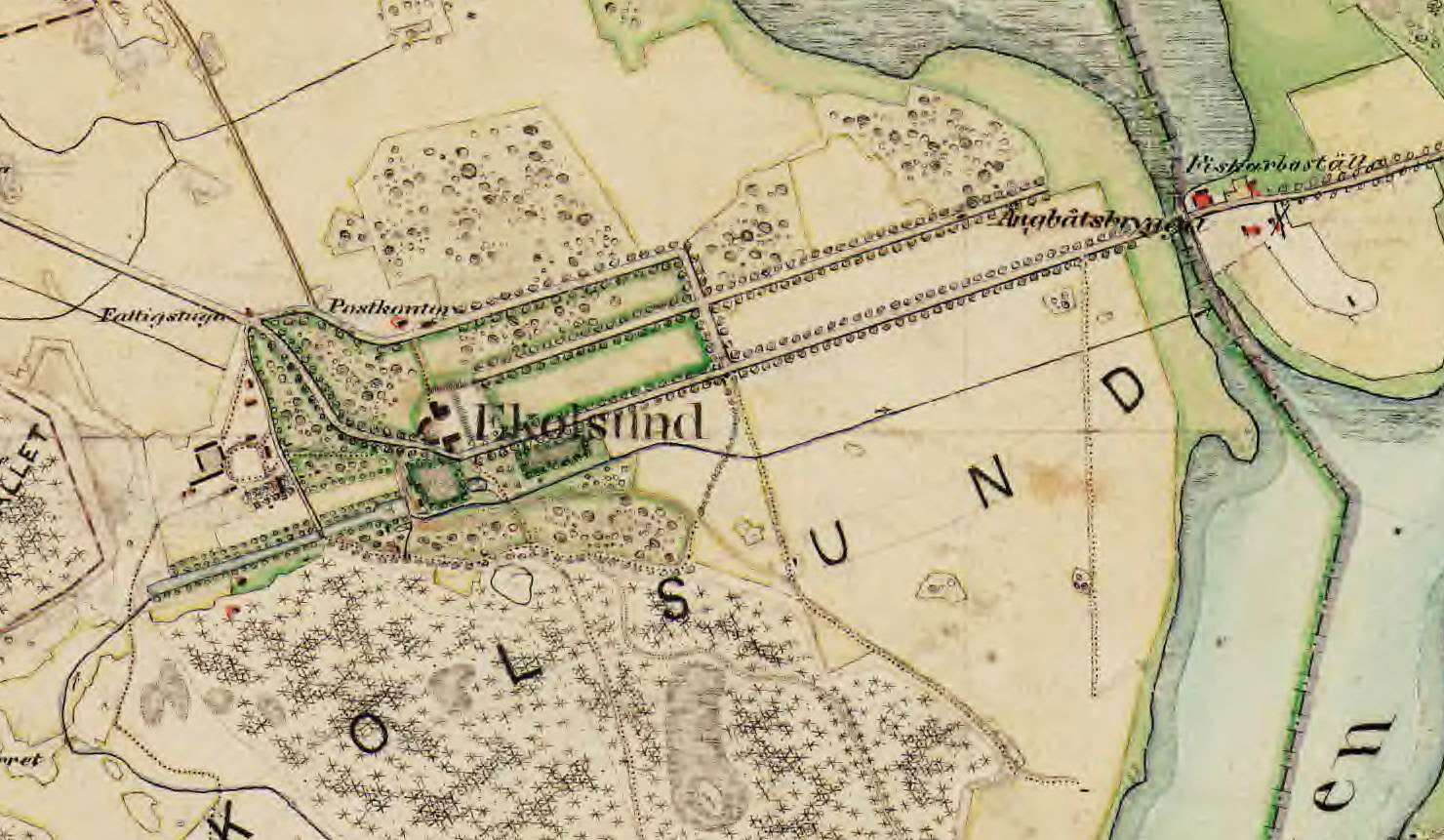
Ekolsunds slott och trädgårdar på 1860-talet
Trädgården vid Ekolsunds slott, förlagd skiss av Carl Stefan Bennet. (ca. 1860)
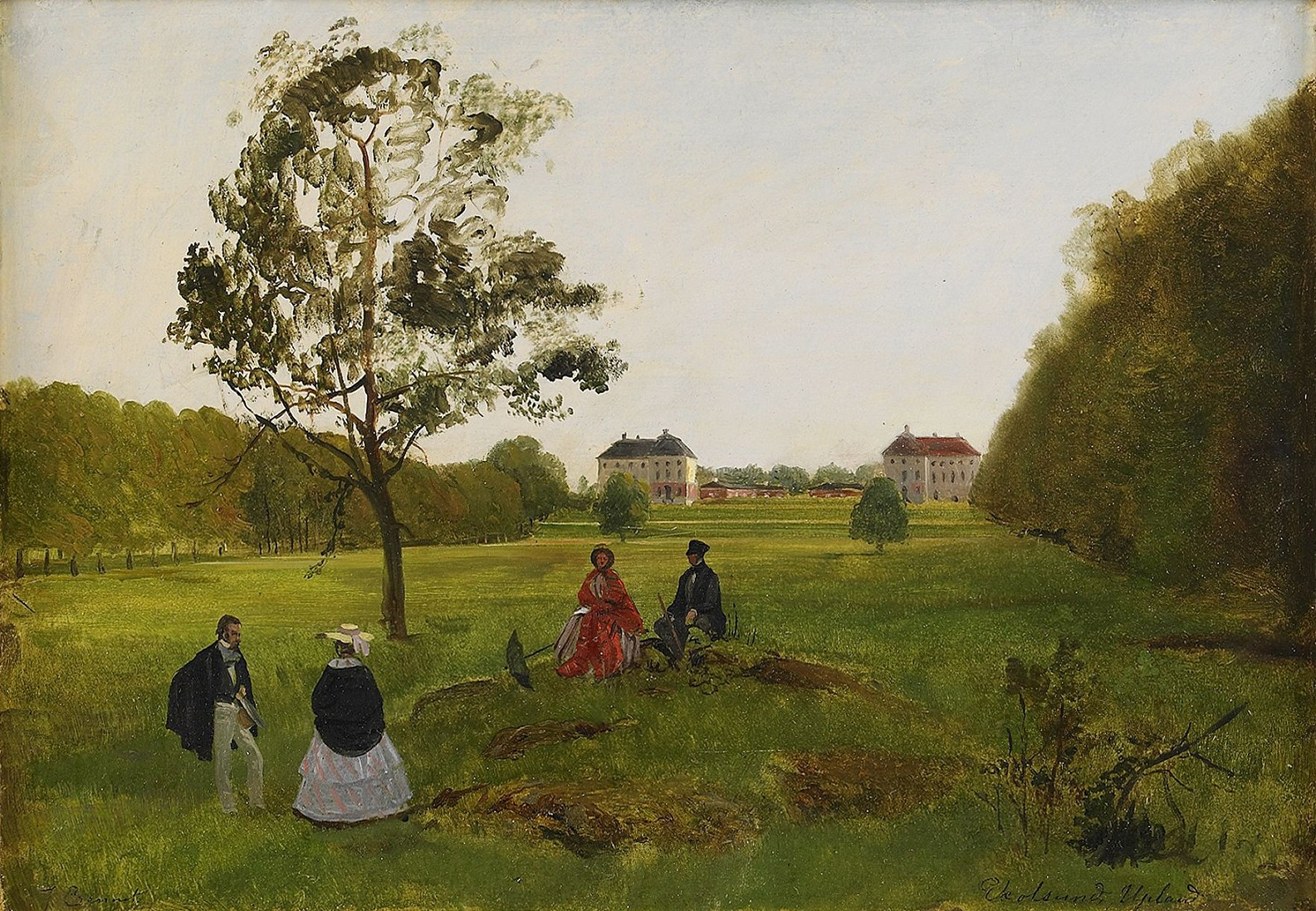
Herrskap vid Ekolsunds slott, visandes trädgården ca 1860 av Carl Stefan Bennet.

### Dagens park och arboretum

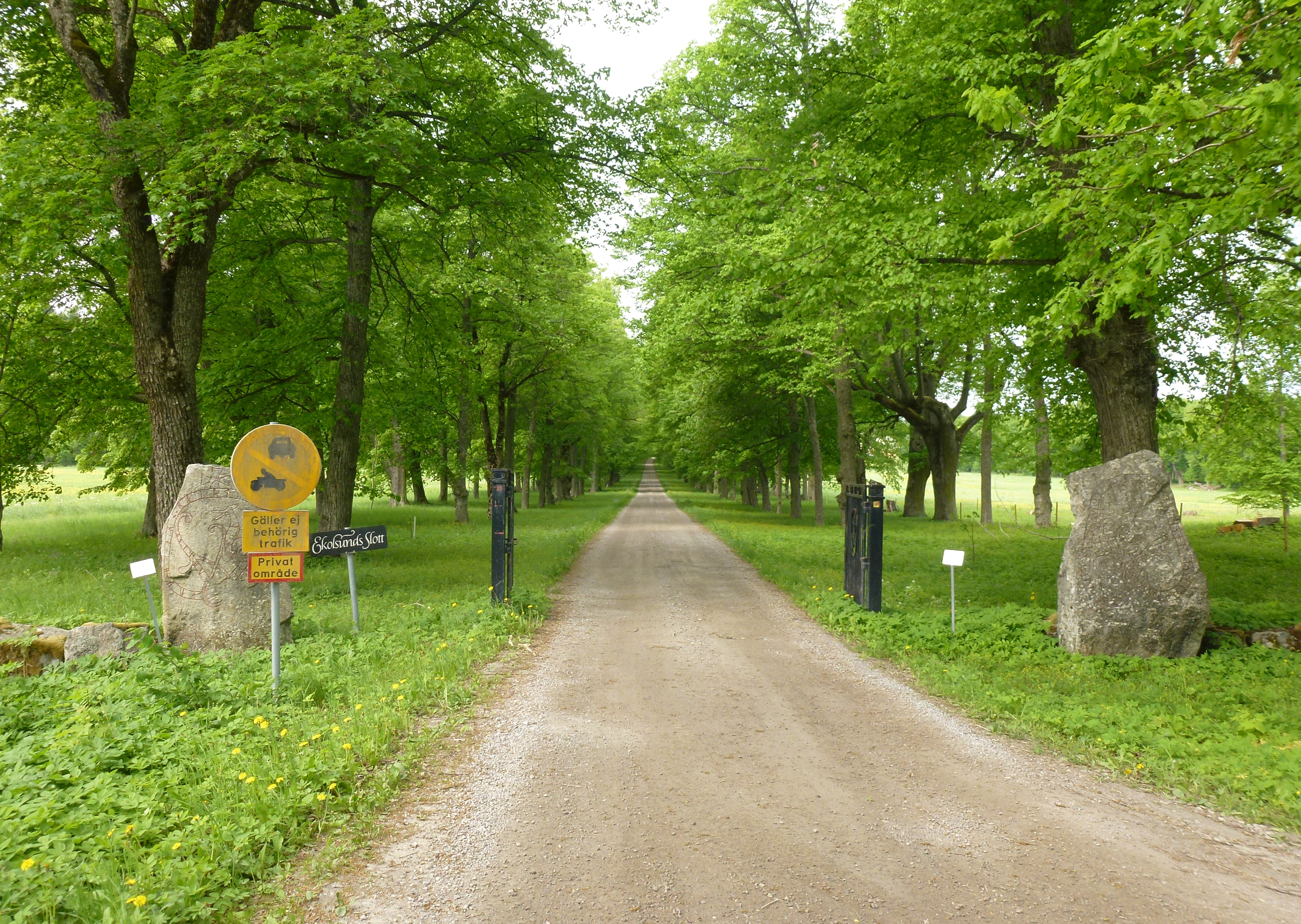
Gamla infarten för Ekolsunds södra huvudallé med runstenarna U 642 till höger och U 643 till vänster.

Stora delar av Ekolsunds arboretum, cirka 16 hektar, består idag av ganska tät blandskog med främst silvergran (Abies alba) uppblandad med bland annat kustgran (Abies grandis), nordmannsgran (Abies nordmanniana), jättetuja (Thuja plicata), serbgran (Picea omorika), rödek (Quercus rubra) och ek (Quercus robur). Dessa anlades som just blandskogar och nyttjas nu som en produktionsskog. Närmare slottet finns öppnare delar med solitärträd och buskar på cirka sex ha. Alléer, gräsytor och viltåkrar omfattar cirka 16 ha. Till detta kommer den Engelska parken, längst i nordost, omkring fem ha med enbart inhemska lövträd, främst lind.
Arboretet har från åren 2004–2005 genomgått en genomgripande gallring och framförallt röjning och uppstädning genom tillmötesgående samarbete med Stora Enso, Enköpings kommun och Skogsstyrelsen. 2006 gjordes en större ek-avverkning för att få in ljus i anläggningen så att den skulle kunna föryngras; 2008 skapades en större yta för en blivande skog av kustgran. Bland trädsläktena märks ädelgranarna främst med omkring 20 arter. Även släktena gran, tall, tuja, hemlock, lönn, ek, björk, prunus, poppel, rönn, oxel och vide representeras med omkring åtta arter vardera. Till dessa kommer mer unika träd som ginkgo, tulpanträd, kryptomeria, bok och jättelika. I busksortimentet kan nämnas try, magnolia, syren, klockbuske, benved, berberis och hagtorn.
Totalt 13 alléer med omkring 1 400 alléträd bildar en viktig inramning av Ekolsunds slottsområde. De fanns redan redovisade på generalplanen från 1600-talet. Mest välbevarad är den södra huvudallén som en gång i tiden ledde trafiken in i slottsområdet österifrån. Den kantas av dubbla rader med lindar och är idag cirka 850 meter lång men fortsätter ytterligare cirka 650 meter österut där den är en del av gamla Enköpingsvägen. På 1860-talet var hela allén en del av landsvägen mellan Stockholm och Enköpingsvägen. Trafiken gick då förbi dels söder om slottet och dels genom parken öster om slottet. Idag leds trafiken förbi norr om slottet.
Grinden vid södra infarten till slottsallén flankeras av två runstenar; Upplands runinskrifter 642 och Upplands runinskrifter 643. Runstenarna stod ursprungligen vid Ekilla bro, i Yttergrans socken, men flyttades på 1820-talet till Ekolsund. Inskriptionen lyder: Hedenger och Björn reste (stenen) efter Gilde(?), sin fader (U 642) respektive Gullev och Kår läto resa stenen efter Andvätt röde, sin fader (U 643). Parken är öppen för allmänheten i samband med visningar och mot inträde.